# Classificació per al Campionat de la CONCACAF 1967
La classificació per al Campionat de la CONCACAF de 1967 es va dividir en dos grups: un de la zona del Carib i un altre de la zona d'Amèrica Central.
El grup de la zona del Carib estava format per les seleccions de les Antilles Holandeses, Cuba, Haití, Jamaica i Trinitat i Tobago. El grup de la zona centreamericana estava format per les seleccions de Guatemala, Nicaragua i Panamà.
Les dues primeres de cada grup es classificaven per al Campionat de la CONCACAF. Mèxic i Hondures ja estaven classificades com a campiona i amfitriona, respectivament.

## Grup 1 (Carib)
| Pos. | Equip                 | Pts. | PJ | PG | PE | PP | GF | GC | DG |
| ---- | --------------------- | ---- | -- | -- | -- | -- | -- | -- | -- |
| 1    | Haití                 | 7    | 4  | 3  | 1  | 0  | 7  | 3  | +4 |
| 2    | Trinitat i Tobago     | 5    | 4  | 2  | 1  | 1  | 7  | 7  | 0  |
| 3    | Jamaica               | 4    | 4  | 1  | 2  | 1  | 4  | 4  | 0  |
| 4    | Cuba                  | 2    | 4  | 0  | 2  | 2  | 5  | 7  | -2 |
| 5    | Antilles Neerlandeses | 2    | 4  | 0  | 2  | 2  | 4  | 6  | -2 |

| Jamaica | 1 – 1 | Antilles Neerlandeses |
| ------- | ----- | --------------------- |
|         |       |                       |

 Kingston, Jamaica
| Cuba | 1 – 1 | Haití |
| ---- | ----- | ----- |
|      |       |       |

 Kingston, Jamaica
| Trinitat i Tobago | 2 – 1 | Antilles Neerlandeses |
| ----------------- | ----- | --------------------- |
|                   |       |                       |

 Kingston, Jamaica
| Jamaica | 2 – 1 | Cuba |
| ------- | ----- | ---- |
|         |       |      |

 Kingston, Jamaica
| Haití | 4 – 2 | Trinitat i Tobago |
| ----- | ----- | ----------------- |
|       |       |                   |

 Kingston, Jamaica
| Antilles Neerlandeses | 2 – 2 | Cuba |
| --------------------- | ----- | ---- |
|                       |       |      |

 Kingston, Jamaica
| Jamaica | 1 – 1 | Trinitat i Tobago |
| ------- | ----- | ----------------- |
|         |       |                   |

 Kingston, Jamaica
| Haití | 1 – 0 | Antilles Neerlandeses |
| ----- | ----- | --------------------- |
|       |       |                       |

 Kingston, Jamaica
| Trinitat i Tobago | 2 – 1 | Cuba |
| ----------------- | ----- | ---- |
|                   |       |      |

 Kingston, Jamaica
| Jamaica | 0 – 1 | Haití |
| ------- | ----- | ----- |
|         |       |       |

 Kingston, Jamaica
Haití i Trinitat i Tobago es van classificar.

## Grup 2 (Amèrica Central)
| Pos. | Equip     | Pts. | PJ | PG | PE | PP | GF | GC | DG |
| ---- | --------- | ---- | -- | -- | -- | -- | -- | -- | -- |
| 1    | Guatemala | 4    | 2  | 2  | 0  | 0  | 6  | 2  | +4 |
| 2    | Nicaragua | 2    | 2  | 1  | 0  | 1  | 4  | 4  | 0  |
| 3    | Panamà    | 0    | 2  | 0  | 0  | 2  | 2  | 6  | -4 |

| Guatemala | 3 – 1 | Panamà |
| --------- | ----- | ------ |
|           |       |        |

 Ciutat de Guatemala, Guatemala
| Guatemala | 3 – 1 | Nicaragua |
| --------- | ----- | --------- |
|           |       |           |

 Ciutat de Guatemala, Guatemala
| Panamà | 1 – 3 | Nicaragua |
| ------ | ----- | --------- |
|        |       |           |

 Ciutat de Guatemala, Guatemala
Guatemala i Nicaragua es van classificar.